# Castillo de Atashgah
Castillo de Atashghah (en persa: قلعه آتشگاه) Un castillo en la ciudad de Kashmar Una de las atracciones de Kashmar. Este castillo fue construido por el gobierno de Sasanian y fue muy importante en la antigüedad.